# Margarito Cuéllar
Margarito Cuéllar es un poeta, escritor, narrador y periodista mexicano. Nació en Ciudad del Maíz, San Luis Potosí, en 1956. Fijó su residencia en Monterrey, Nuevo León,en 1973.ingreso en la preparatoria 15 Florida donde cumplió su bachillerato, estudió periodismo y una maestría en artes en la Universidad Autónoma de Nuevo León y en la década de los setenta del siglo XX coordinó el Taller Literario Tinta Joven. Ha coordinado también el Taller de la Organización de Escritores de Monterrey, el Colegio de Escritores de la Frontera Norte y el Centro de Escritores de Nuevo León.
En 1985 obtuvo el Premio Nacional de Poesía de la Universidad Autónoma de Zacatecas por la obra Estas Calles de Abril; Premio Nacional de Poesía (Calkini, Campeche, México 1993), Premio Nacional de Cuento (Campeche, México, 1997). Premio de Poesía Radio Francia Internacional 2003. Premio Iberoamericano de Poesía para Obra Publicada 2014 por el libro Las edades felices. Ha sido beneficiario del Programa de Apoyos y Coinversiones del Fondo Nacional para la Cultura y las Artes de México, del Programa de Residencias Artísticas del Finca, becario del Fondo Estatal para la Cultura y las Artes de Nuevo León, en el área de poesía y miembro del Sistema Nacional de Creadores 2014-2016 y 2019-2022.
Sus poemas han aparecido en las revistas Nexos, en Uno más Uno, La Jornada y otras publicaciones de la Ciudad de México y del extranjero. fue editor de la revista CIENCIA de la UANL y ha colaborado en las páginas culturales de los periódicos El Norte, El Porvenir Milenio Monterrey, Milenio Semanal, Siglo XXI, Gatopardo y Detona.
De su vasta obra destacamos: Que el mar abra sus puertas para que entren los pájaros (1982), Hoy no es ayer (1983), Batallas y naufragios (1985), Cuaderno para celebrar (Universidad Autónoma de Sinaloa / FONCA 2000) y Plegaria de los ciegos caminantes (Universidad Nacional de Colombia 2000). Sus libros más recientes son Poemas para formar un río (Monte Ávila, Caracas, 2016); Poemas en los que nunca es de noche (Ibáñez Editores, Bogotá, 2019.

En el año 2020, fue galardonado con la 40.ª edición del Premio Hispanoamericano de poesía Juan Ramón Jiménez, por la obra poética: "Nadie, salvo el mundo".
En el año 2021 ganó el VIII Premio Internacional de Poesía Pilar Fernández Labrador.